# Cazacarros

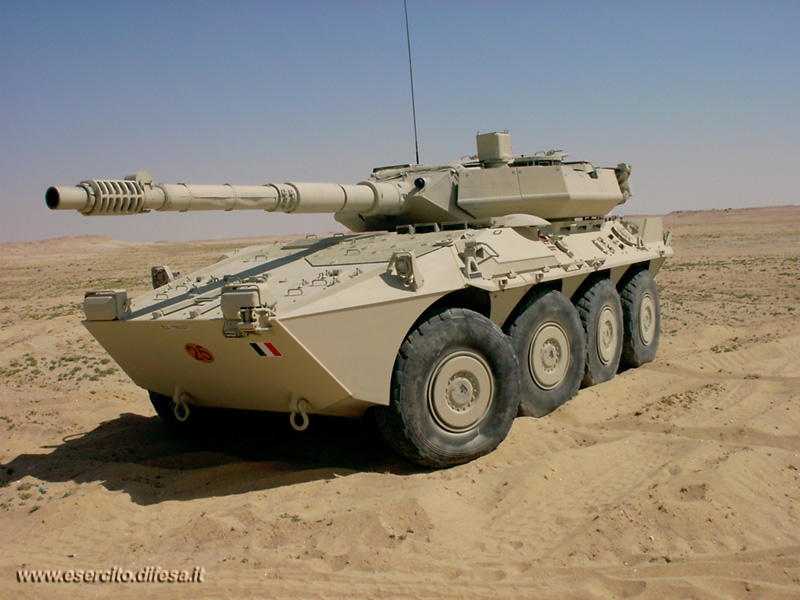
Cazacarros B1 Centauro italiano en Irak.

Un cazacarros, o destructor de tanques, es un vehículo blindado de combate que porta un cañón anticarro. Los cazacarros están diseñados para ser usados como apoyo anticarro a unidades de infantería y mecanizadas, en operaciones de retirada y defensa. Algunos diseños sustituyen el cañón por un lanzamisiles anticarro.
En la actualidad, los destructores de tanques han sido suplantados por carros de combate de propósito general, ya que estos son más flexibles y tienen capacidad de ataque contra la infantería. Además, los cazacarros son más baratos de fabricar, mantener y suministrar que los tanques.

## Historia
Los primeros vehículos dedicados a tareas anticarro aparecieron en la Segunda Guerra Mundial, con el desarrollo de tácticas y vehículos blindados eficaces.
Estos cazacarros se podían dividir en dos grupos. Algunos estaban diseñados para ser más rápidos y baratos que los tanques medios, mientras que seguían teniendo la capacidad de destruir blindados pesados a larga distancia. La estrategia del segundo diseño era crear vehículos con un blindaje mayor que fuesen cazacarros más eficaces que los tanques enemigos.
Los diseños alemanes y soviéticos montaban cañones anticarro con movimiento limitado en cascos sin torreta. El resultado era un vehículo más ligero, rápido y sencillo que los tanques, pero con armamento de mayor potencia. Esta metodología fue utilizada por ambas fuerzas para obtener capacidad antitanque a bajo coste.
Con este método, los carros de combate blindados obsoletos eran rearmados para ser usados como cazacarros. El tanque ligero Panzer I sólo tenía como armamento ametralladoras y un blindaje muy escaso. Sin embargo, fue empleado durante la Invasión alemana de Polonia de 1939. En la Batalla de Francia, 202 Panzer I fueron transformados en Panzerjäger I, con un cañón anticarro de 47 mm. De igual modo, durante la Operación Barbarroja, los cañones soviéticos de 76,2 mm capturados fueron montados en los chasis de los Panzer II para así crear el cazacarros Marder II.
Posteriormente se desarrollaron vehículos específicos Jagdpanzer basados en los chasis de los Panzer. El Jagdpanther estaba diseñado a partir del Panther y es considerado uno de los mejores Jagdpanzer.
Los soviéticos desarrollaron los cañones autopropulsados SU-85 y SU-100, basados en el mismo chasis del tanque medio T-34, además de los modelos ISU-122 e ISU-152, que compartían componentes con el tanque pesado IS-2. En 1943 comenzaron a trasladar la producción de tanques ligeros, como el T-70, al cañón autopropulsado SU-76 que utilizaba el mismo tren de dirección.

### Doctrina estadounidense

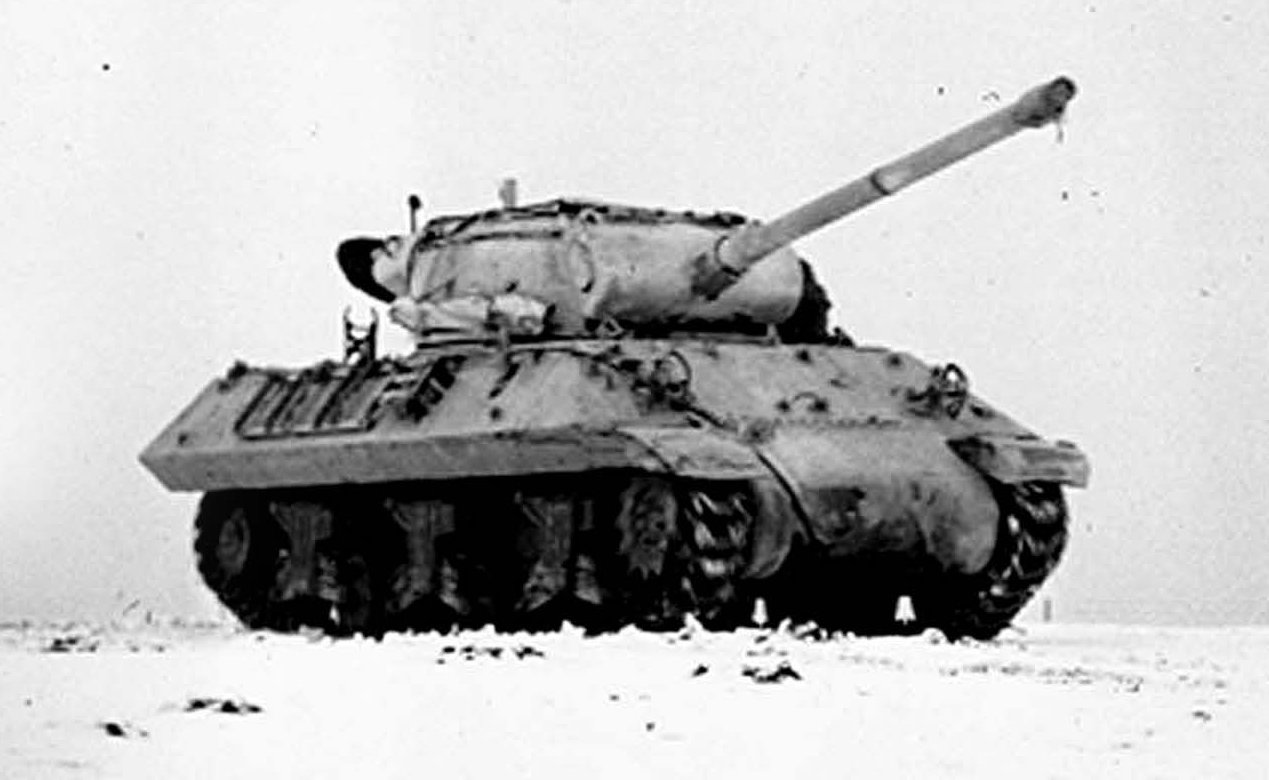
Tanque destructor estadounidense M36 Jackson en 1945.

Los diseños de Estados Unidos y derivados del Reino Unido eran muy diferentes en el concepto. La doctrina estadounidense estaba basada en la necesidad de derrotar las tácticas de Blitzkrieg alemanas. Las unidades aliadas esperaban enfrentarse a una gran cantidad de tanques alemanes atacando en frentes relativamente estrechos. 
La doctrina de armas combinadas de los Estados Unidos en vísperas de la Segunda Guerra Mundial sostenía que los tanques deberían diseñarse para cumplir el papel de forzar un avance en las áreas traseras enemigas. Batallones de tanques separados apoyarían a la infantería en la destrucción de las defensas enemigas fijas, y las divisiones blindadas explotarían el avance para precipitarse en las vulnerables áreas traseras del enemigo. Se esperaba que los tanques estadounidenses lucharan contra los tanques hostiles que encontraran en su ataque, pero la misión de destruir los ataques blindados enemigos masivos se asignó a una nueva rama, los Batallones Cazacarros. Las unidades destructoras de tanques se mantendrían como una reserva a nivel de cuerpo o ejército, y se moverían rápidamente al sitio de cualquier tanque enemigo avanzado, maniobrando agresivamente y usando tácticas de emboscada para destruir tanques enemigos. Esto llevó a la necesidad de vehículos muy rápidos y bien armados. Aunque estaba equipado con torretas (a diferencia de la mayoría de los cañones antitanques autopropulsados del momento), el diseño típico estadounidense era más potente, pero más ligero y, por lo tanto, más maniobrable que un tanque contemporáneo. La idea era utilizar la velocidad y la agilidad como una defensa, en lugar de una armadura gruesa, para poner en acción una poderosa arma autopropulsada contra los tanques enemigos.
En 1944, una cantidad de M4 Sherman británicos fueron convertidos en el Sherman Firefly, añadiéndole un cañón de 17 libras. Este cañón fue utilizado en la mayoría de los cazacarros británicos como el Achilles (basado en el M10 Wolverine), el Archer (basado en el Valentine Mk. II), el Challenger (basado en el Mk VIII Cromwell) y el tanque de crucero  A34 Comet.

### Posguerra
En los años 1950, el Reino Unido fabricó el Charioteer, con un cañón de 20 libras en una torre de gran tamaño sobre el chasis de un tanque Cromwell. Sin embargo, la aparición de los misiles anticarro (ATGM) dejó obsoleto el concepto del cazacarros. Se realizaron intentos de crear vehículos ligeros para ser utilizados por fuerzas aerotransportadas, como el tanque ligero Sheridan, el vehículo Ontos con cañones sin retroceso o el ASU-85.

### Actualidad

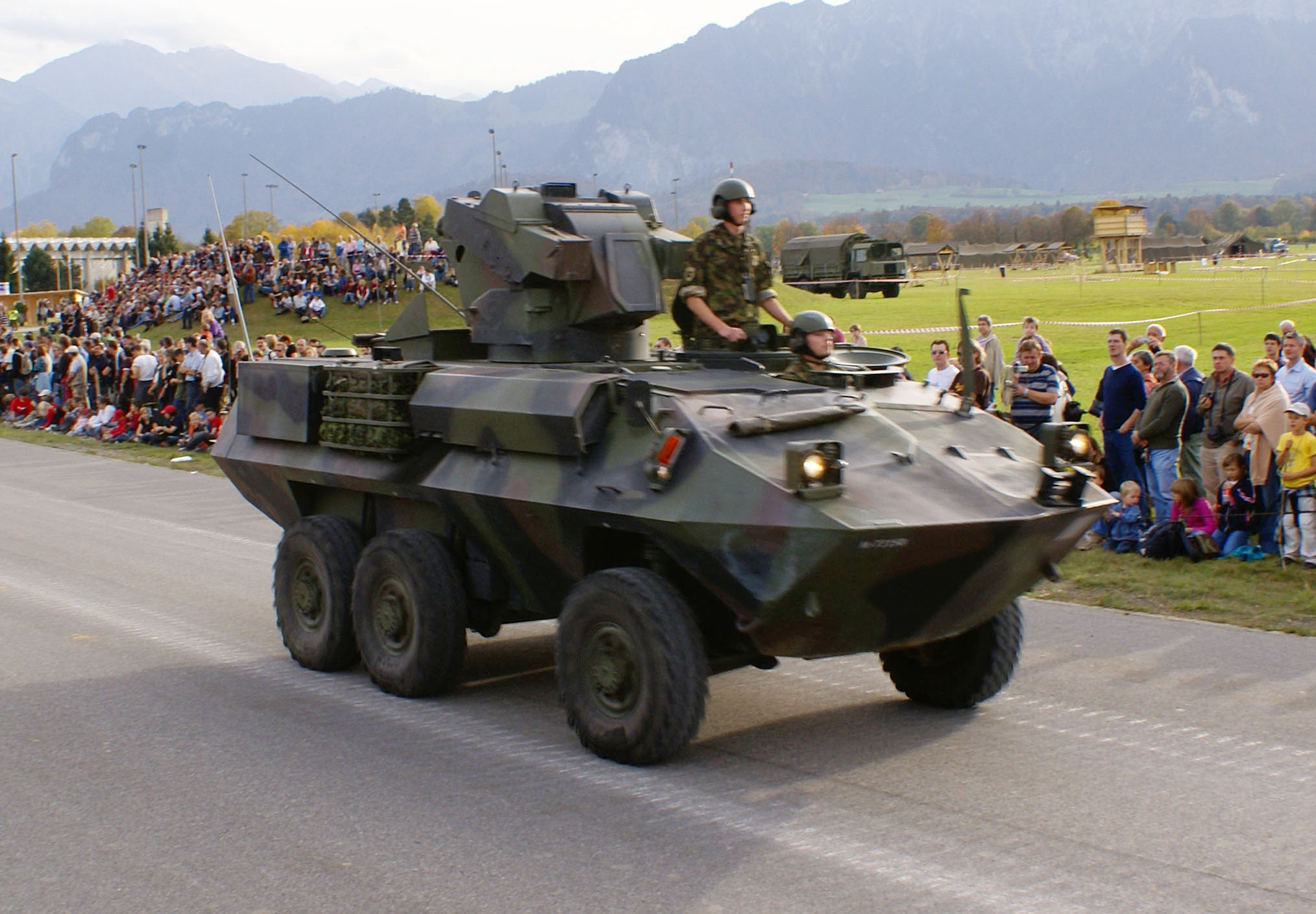
Vehículo anticarro del Ejército suizo basado en el Mowag Piranha 6×6, armado con misiles TOW.

Muchos vehículos de combate de infanterías, como el M2 Bradley, están armados con misiles antitanque y los helicópteros de ataque también incorporaron capacidad antitanque para el combate moderno. Pero siguen existiendo vehículos anticarro específicos con misiles de largo alcance, y otros pensados para el uso aerotransportado como vehículos de reconocimiento blindado. 
Existen vehículos anticarro específicos construidos sobre el chasis de transportes blindados de personal o coches blindados. Ejemplos de ello son el M901 ITV estadounidense y el NM142 noruego, ambos basados en el transporte blindado M113, varios vehículos armados con misiles anticarro soviéticos basados en el coche de reconocimiento BRDM, los FV438 Swingfire y FV102 Striker británicos y los Raketenjagdpanzer alemanes basados en los chasis de los HS 30 y Marder. Sin embargo estos vehículos armados con misiles son denominados portadores de misiles antitanque en vez de destructores de tanques o cazacarros.

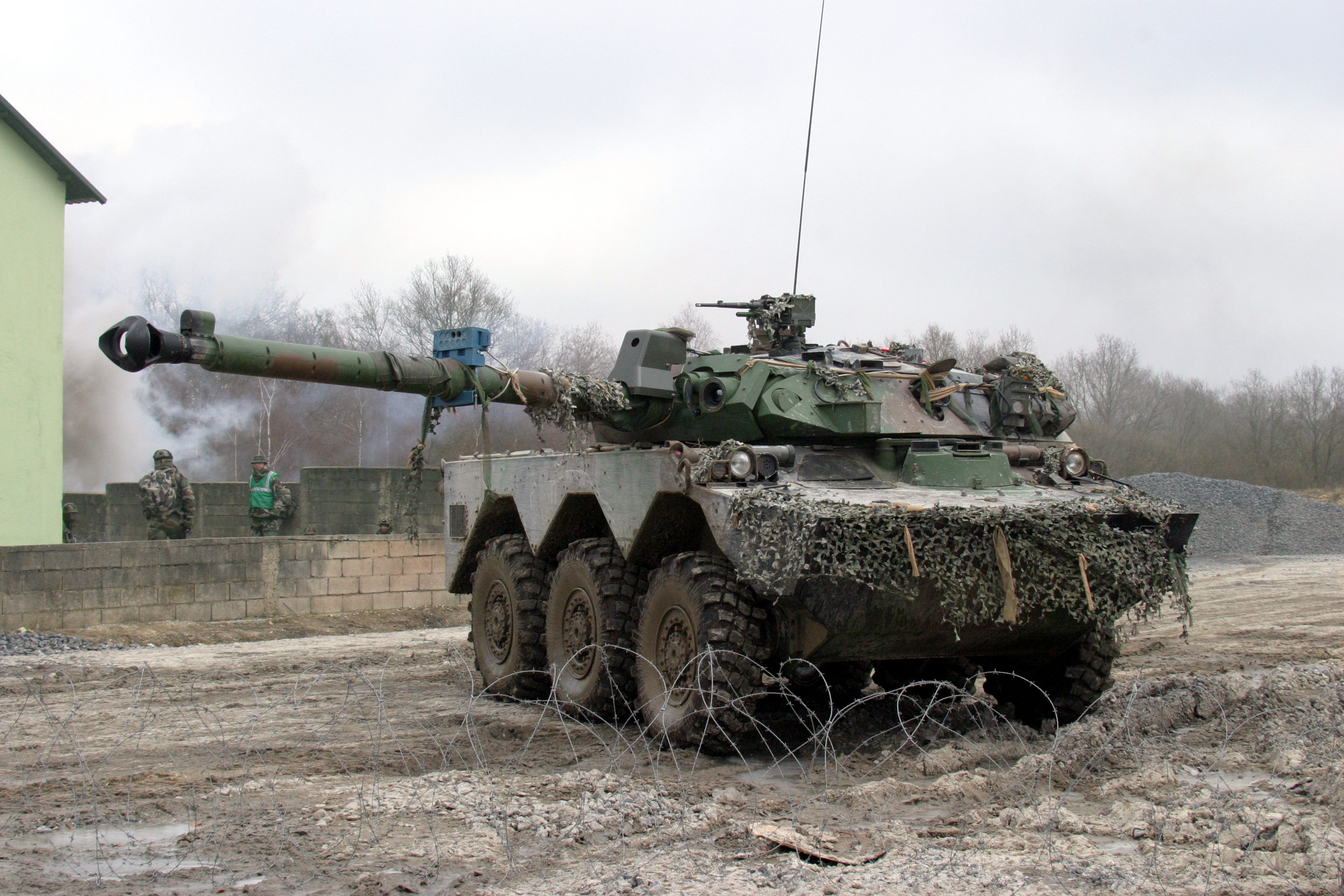
Cazacarros AMX-10 RC francés en 2006.

No obstante, se continúan usando destructores de tanques armados con cañón.
- China ha desarrollado los cazacarros PTZ89 de tracción por orugas y el PTL02 de ruedas. El PTZ89 está armado con un cañón de ánima lisa calibre 120 mm, mientras que el PTL02 desarrollado para las nuevas divisiones de infantería mecanizada de acción rápida está armado con un cañón de 100 mm. El PTL02 está construido en el chasis de ruedas 6×6 del transporte blindado de personal WZ551.
- Italia y España usan el B1 Centauro de fabricación italiana, un cazacarros de ruedas 8×8 con un cañón de 105 mm.
- Francia utiliza el AMX-10 RC, destructor de tanques armado también con un cañón de 105 mm, como vehículo de reconocimiento de caballería.
- El cazacarros provisto de cañón en torreta puede resurgir en el Ejército de los Estados Unidos con la introducción del M1128 Mobile Gun System, una variante del transporte blindado 8×8 Stryker armado con un cañón de 105 mm. En un principio, las Fuerzas Canadienses han considerado reemplazar sus antiguos carros de combate Leopard 1 con el Mobile Gun System, pero con el incremento de uso de los artefactos explosivos improvisados capaces de destruir los Strykers por fuerzas insurgentes, optaron por la adquisición del carro de combate Leopard 2.

## Cazacarros con cañón

### Segunda Guerra Mundial
Alemania Nazi
- Elefant
- Hetzer
- Panzerjäger I
- Jagdpanzer IV
- Jagdpanther
- Jagdtiger
- Marder I
- Marder II
- Marder III
- Nashorn
- Sturer Emil
- Sturmgeschütz III
- Sturmgeschütz IV

 Estados Unidos
- M18 Hellcat
- M36 Jackson
- M10 Wolverine

 Italia
- Semovente 90/53
- Semovente 47/32

 Unión Soviética
- SU-152
- SU-100

### posguerras
Austria
- SK-105 Kurassier

 Brasil
- EE-17 Sucuri

 China
- PZT-89
- PTL-02
- ZTL-11

 El Salvador
- BCT-A2

 Estados Unidos
- M1128

 Francia
- AMX-13
- AMX-10 RC

 Italia
- B1 Centauro
- B2 Centauro

 Japón
- Tipo-16

 Reino Unido
- Charioteer

 Rusia
- 2S25 Sprut-SD

 Sudáfrica
- Rooikat